# Brückenberg (Creuzburg)
Der Brückenberg ist ein Berg am östlichen Werraufer – gegenüber von Creuzburg im Wartburgkreis. Er zählt zum Naturpark Eichsfeld-Hainich-Werratal.
Der Brückenberg ist nach der Creuzburger Werrabrücke benannt, die sich am felsigen Steilufer der Werra befindet. Seit dem 13. Jahrhundert ermöglicht die steinerne Brücke einen Aufstieg über den Wallstieg zum Gipfel des Berges, die Altstraße verlief von dort weiter in Richtung Mihla und durch den Hainich zur Nachbarstadt Langensalza.
Am Westhang des Berges befindet sich ein Aussichtspunkt mit Panoramablick zum nordwestlichen Thüringer Wald mit der Wartburg und der Werratalbrücke bei Hörschel. Das Bergplateau besitzt eine Gipfelhöhe von 300,6 m ü. HN und war im Mittelalter großflächig gerodet, Ackerterrassen, Lesesteinwälle und Wölbäcker sind noch gut im Gelände erkennbar. Gegenwärtig werden noch Splitterflächen als Weide und einige Gärten und Obstplantagen am Südhang genutzt. In Steilhanglagen soll auch Wein angebaut worden sein. In östlicher Richtung schließt sich das Naturschutzgebiet der Nordmansteine und Ebenenauer Köpfe an.
Über den Südhang des Brückenberges führte ein zweiter Abschnitt der Altstraße zu Tal, dies ist noch durch Hohlwege gut erkennbar. Ein dort befindlicher Flurname belegt einen spätmittelalterlichen  Sondersiechenhof als Quarantänestation, er sollte die Einschleppung von Seuchen verhindern.
Im Jahr 1499 wurde die spätgotische Liboriuskapelle an der Werrabrücke errichtet. Im April 1945 verschanzten sich deutsche Einheiten, um den Werraübergang der vorrückenden amerikanischen Kampfverbände zu vereiteln. Es kam zu schweren Kämpfen und der sinnlosen Sprengung eines Brückenteils. Die Beseitigung der Schäden dauerte bis in die 1950er Jahre. Winzige Trümmerteile  der auf dem Brückenberg gesprengten Artilleriewaffen finden sich noch gelegentlich auf dem östlich anschließenden Acker.
Über den Brückenberg führen mehrere Wanderwege zum Nachbarort Mihla und in den Unstrut-Hainich-Kreis.